# Dyas (Geologie)
Dyas („das Zweigeteilte“, nach der Unterteilung in Rotliegend und Zechstein) war der in Mitteleuropa geprägte Name für den obersten geologischen Zeitabschnitt des Paläozoikums, der sich aber international nicht durchsetzen konnte. Er wird heute in wesentlichen Teilen vom international gebräuchlichen System des Perm eingenommen. Da der Begriff Dyas in erster Linie durch markante Wechsel in der Gesteinsabfolge definiert war, wird er heute als Bezeichnung für eine lithostratigraphische Supergruppe (oder Hauptgruppe) in Mitteleuropa benutzt, die Rotliegend und Zechstein umfasst. Die Grenzen sind meist diachron, d. h. die Gesteinsabfolge der Dyas setzt in Mitteleuropa nicht überall gleichzeitig ein bzw. ist auch nicht überall vorhanden (oder vor der späteren Abtragung vorhanden gewesen). In manchen Schwellenregionen kann Unterer Buntsandstein direkt auf präpermischen Untergrund liegen. Die Dyas kann lokal bereits im Oberkarbon (Gzhelium) einsetzen und endet bereits etwa 100.000 Jahre vor der international gültigen Perm/Trias-Grenze im oberen Changhsingium. Die (frühere) Gleichsetzung von Rotliegend mit dem (früheren) Unterperm und Zechstein mit dem (früheren) Oberperm ist ebenfalls nicht mehr zulässig, da die nahezu isochrone Untergrenze des Zechsteins bereits innerhalb des Wuchiapingiums liegt.

## Geschichte
1859 fasste Jules Marcou die Gesteinseinheiten, die man bereits früher als Rotliegend und Zechstein bezeichnet hatte unter dem Namen Dyas zusammen. 1861 folgte ihm Hanns Bruno Geinitz und übernahm den Begriff auch für den deutschsprachigen Raum. 1841 hatte Roderick Murchison bereits das Perm als System ausgeschieden. Da die Zweiteilung des Perms in anderen Erdteilen und Regionen nicht nachzuvollziehen war, setzte sich letztendlich die Bezeichnung Perm für diesen Abschnitt der Erdgeschichte durch.

## Definition
Die Untergrenze der Dyas und des Rotliegend ist bisher noch nicht formal definiert worden; sie ist jedoch nach den bisherigen Erkenntnissen stark diachron. Im Saar-Nahe-Becken liegt die Untergrenze an der Basis der Remigiusberg-Formation. In der Wetterau wird sie an die Basis der Lindheim-Formation gelegt. Im Thüringer Wald ist noch nicht entschieden, ob sie an die Basis der Georgenthal-Formation/Möhrenbach-Formation oder an die Basis der Ilmenau-Formation gelegt werde sollte. In der nördlichen Saalesenke bildet die Basis der Halle-Formation, die Untergrenze, auf der Flechtlinger Scholle die Basis der Süplingen-Formation. Im Vorerzgebirge liegt die Untergrenze an der Basis der Härtensdorf-Formation, im Becken von Döhlen an der Basis der Unkersdorf-Formation und in Norddeutschland meist an der Basis der Vulkanit-Komplexe.
Die Obergrenze der Dyas wurde durch Beschluss der Deutschen Union der Geologischen Wissenschaften (DUGW) an den Top der sog. „Bröckelschiefer“ gelegt. In dieser Folge wurde im Jahre 2000 in der Nordsee ein weiteres Salinar nachgewiesen. Die Folge ist nun als Folge z7 der oberste Abschnitt des Zechstein.
Die Gesteinseinheit der Dyas beinhaltet im unteren Teil (= Rotliegend) terrestrische, fluviatile, lakustrine, äolische und vulkanogene Sedimente, grobe Konglomerate, Brekzien und Sandsteine sowie feinkörnige Tone, Evaporite und Kalke. Lokal sind auch mächtige magmatische Gesteine eingeschaltet (Laven, Pyroklastika, Ignimbrite, seltener subvulkanische Körper). Diese Ablagerungen sind überwiegend rot gefärbt. Im oberen Teil (= Zechstein) dominieren mächtige Evaporite, Kalke, Dolomite und Tone, selten kommen auch klastische Sedimente vor. Die Sedimente sind meist hell oder grau gefärbt. Die Dyas erreicht kumulierte Mächtigkeiten von bis zu 5.000 m. Allerdings verlagerten sich die Zentren der Sedimentation während der Ablagerung der Dyas, so dass wohl an keiner Stelle tatsächlich auch 5.000 m Sedimente übereinander zu liegen kommen. Typregion der Dyas ist Mittel- und Westeuropa. Sie beginnt regional bereits im Gzhelium, der obersten chronostratigraphischen Stufe des internationalen Subsystems des Pennsylvanium (früher z. T. „Oberkarbon“) und reicht bis in das obere Changhsingium, der oberen chronostratigraphischen Stufe des internationalen Oberperm (Lopingium). In Gebieten, wo der Buntsandstein sehr früh einsetzt, endet die Dyas bereits etwa 100.000 Jahren vor der internationalen Perm-/Trias-Grenze. In absoluten Zahlen ausgedrückt umfasst die Dyas einen Zeitraum von fast 50 Millionen Jahren, von etwa 302 bis 251 Millionen Jahren.

## Untergliederung
Die Dyas-Supergruppe bzw. Dyas-Hauptgruppe wird heute in die zwei lithostratigraphischen Gruppen
- Rotliegend und
- Zechstein unterteilt.

Früher war auch eine Unterteilung in
- Autunium (= Unterrotliegend)
- Saxonium (= Oberrotliegend) und
- Thuringium (= Zechstein) erfolgt.

Die Begriffe wurden häufig synonym verwendet. Dies war vom heutigen Standpunkt aus gesehen eine recht unglückliche Kombination, denn die Endung -ium für Autunium, Saxonium und Thuringium impliziert eine geochronologische oder chronostratigraphische Zeiteinheit, während Rotliegend und Zechstein rein lithostratigraphische Begriffe sind. Allerdings sind z. T. auch die Begriffe Autunium, Saxonium und Thuringium von Autor zu Autor recht unterschiedlich verwendet bzw. definiert worden, d. h. die drei Stufen waren auch in der Vergangenheit weit davon entfernt, brauchbare, regionale Stufen zu sein. Manfred Menning und Jürgen Boy (in Menning et al., 2005) raten von einer Verwendung dieser Begriffe in heutiger Zeit ab. Sie sind jedoch von großem historischen Interesse, weil sie in der älteren Literatur weit verbreitet sind.